# Superior (Wyoming)
Superior és una població dels Estats Units a l'estat de Wyoming. Segons el cens del 2000 tenia 244 habitants.

## Demografia
Segons el cens del 2000, Superior tenia 244 habitants, 92 habitatges, i 67 famílies. La densitat de població era de 85,6 habitants/km².
Dels 92 habitatges en un 34,8% hi vivien nens de menys de 18 anys, en un 62% hi vivien parelles casades, en un 4,3% dones solteres, i en un 26,1% no eren unitats familiars. En el 20,7% dels habitatges hi vivien persones soles l'1,1% de les quals corresponia a persones de 65 anys o més que vivien soles. El nombre mitjà de persones vivint en cada habitatge era de 2,65 i el nombre mitjà de persones que vivien en cada família era de 3,01.
Per edats la població es repartia de la següent manera: un 29,5% tenia menys de 18 anys, un 7,4% entre 18 i 24, un 29,9% entre 25 i 44, un 26,6% de 45 a 60 i un 6,6% 65 anys o més.
L'edat mediana era de 39 anys. Per cada 100 dones de 18 o més anys hi havia 123,4 homes.
La renda mediana per habitatge era de 46.250 $ i la renda mediana per família de 50.625 $. Els homes tenien una renda mediana de 56.250 $ mentre que les dones 30.833 $. La renda per capita de la població era de 17.157 $. Entorn del 6,6% de les famílies i l'11,7% de la població estaven per davall del llindar de pobresa.

## Poblacions més properes
El següent diagrama mostra les poblacions més properes.